# Beesleys leeuwerik
Beesleys leeuwerik (Chersomanes beesleyi) is een zangvogel uit de familie Alaudidae (leeuweriken). Deze vogel is genoemd naar zijn ontdekker, de Britse ornitholoog John Beesley.

## Verspreiding en leefgebied
Deze soort is endemisch in noordoostelijk Tanzania.

## Status
Beesleys leeuwerik komt niet als aparte soort voor op de lijst van het IUCN, maar is daar een ondersoort van de sjirpleeuwerik (Chersomanes albofasciata beesleyi).